# チェーホフ (サハリン州)
チェーホフ（ロシア語: Че́хов）は、ロシア連邦サハリン州ホルムスキー地区に存在する間宮海峡沿いの村。
チェホフカ川の河口に位置し、州都ユジノ・サハリンスクからは129km、ホルムスクからは44kmである。
人口: 3,389 (2010年調査); 4,944 (2002年調査); 7,901 (1989年調査).

## 歴史
日本統治期は野田町と呼ばれていた。ソ連がサハリン島の全域を支配し始めた第二次世界大戦後の1947年、チェーホフは町になり、そこでロシア人作家アントン・チェーホフにちなんでチェーホフと名付けられた。2004年、村に降格となった。